# Kildrum
Kildrum är en ort i republiken Irland. Den ligger i den norra delen av landet, 200 km norr om huvudstaden Dublin. Kildrum ligger 51 meter över havet och antalet invånare är 581.
Terrängen runt Kildrum är kuperad österut, men västerut är den platt.Runt Kildrum är det ganska tätbefolkat, med 111 invånare per kvadratkilometer. Närmaste större samhälle är Buncrana, 17,1 km norr om Kildrum. Trakten runt Kildrum består i huvudsak av gräsmarker.